# Вульканайфель (район)

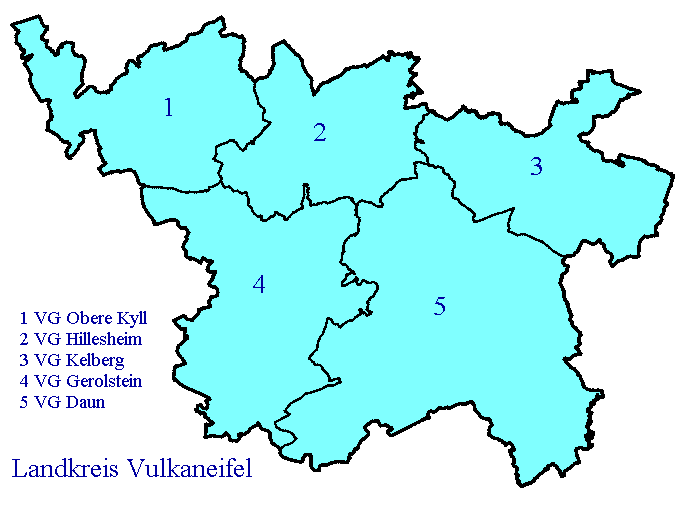
Объединения общин района Вульканайфель

Вульканайфель (нем. Vulkaneifel) — район в Германии. Центр района — город Даун. Район входит в административный округ Трир земли Рейнланд-Пфальц. Занимает площадь 910,98 км². Население — 63 646 чел. Плотность населения — 70 человек/км².
Официальный код района — 07 2 33.
Район подразделяется на 109 общин, сгруппированных в 5 объединений общин.

## Общины и их объединения
Объединение общин Даун
1. Беттельдорф (311)
2. Блекхаузен (330)
3. Брокшайд (225)
4. Даршайд (826)
5. Даун (8 494)
6. Демерат (335)
7. Дойдесфельд (397)
8. Доквайлер (664)
9. Драйс-Брюк (946)
10. Эльшайд (282)
11. Гефелль (94)
12. Гилленфельд (1 479)
13. Хинтервайлер (224)
14. Хёршайд (139)
15. Иммерат (256)
16. Кирхвайлер (392)
17. Краденбах (160)
18. Мерен (1 421)
19. Майсбург (245)
20. Мюккельн (230)
21. Нердлен (225)
22. Нидерштадтфельд (496)
23. Оберштадтфельд (627)
24. Зармерсбах (192)
25. Закслер (87)
26. Шалькенмерен (614)
27. Шёнбах (284)
28. Шуц (160)
29. Штайнеберг (241)
30. Штайнинген (197)
31. Штрон (512)
32. Штроцбюш (433)
33. Удлер (302)
34. Идерсдорф (1 158)
35. Утцерат (200)
36. Валленборн (491)
37. Вайденбах (285)
38. Винкель (169)

Объединение общин Герольштайн
1. Берлинген (193)
2. Бирресборн (1 251)
3. Денсборн (597)
4. Дуппах (316)
5. Герольштайн (7 617)
6. Хоэнфельс-Эссинген (370)
7. Каленборн-Шойерн (499)
8. Коп (191)
9. Мюрленбах (628)
10. Нерот (935)
11. Пельм (1 040)
12. Роккескилль (295)
13. Зальм (375)

Объединение общин Хиллесхайм
1. Басберг (72)
2. Берндорф (547)
3. Дом-Ламмерсдорф (172)
4. Хиллесхайм (3 185)
5. Керпен (432)
6. Нон (441)
7. Обербеттинген (693)
8. Обереэ-Штрохайх (349)
9. Иксхайм (1 391)
10. Вальсдорф (910)
11. Висбаум (608)

Объединение общин Кельберг
1. Арбах (156)
2. Байнхаузен (86)
3. Береборн (117)
4. Беренбах (178)
5. Боденбах (244)
6. Бонгард (247)
7. Борлер (86)
8. Боксберг (202)
9. Брюкталь (95)
10. Дрес (156)
11. Геленберг (92)
12. Гундерат (118)
13. Хёкстберг (387)
14. Хёршхаузен (169)
15. Хорперат (125)
16. Каперих (178)
17. Кацвинкель (133)
18. Кельберг (2 000)
19. Кирсбах (82)
20. Кёттерихен (116)
21. Кольферат (125)
22. Лирсталь (229)
23. Маннебах (235)
24. Мосбрух (180)
25. Найхен (147)
26. Ниц (47)
27. Оберельц (145)
28. Раймерат (67)
29. Реттерат (364)
30. Зассен (89)
31. Ирсфельд (720)
32. Ис (52)
33. Вельхерат (130)

Объединение общин Обере-Килль
1. Биргель (504)
2. Эш (540)
3. Фойсдорф (597)
4. Гённерсдорф (571)
5. Хальшлаг (556)
6. Юнкерат (1 751)
7. Кершенбах (191)
8. Лиссендорф (1 055)
9. Ормонт (386)
10. Ройт (218)
11. Шайд (124)
12. Шюллер (346)
13. Штадткилль (1 565)
14. Штеффельн (676)